# Susono

Susono (裾野市 Susono-shi?) este un municipiu din Japonia, prefectura Shizuoka.